# Spiral
Spiral je kanadský hraný film z roku 2019, který režíroval Kurtis David Harder. Snímek měl světovou premiéru na filmovém festivalu Arrow Video Frightfest dne 25. srpna 2019.

## Děj
Malik s Aaaronem a jeho dcerou Kaylou se přestěhují z Chicaga do malého města. Malik, který píše knihu, zůstává přes den sám v domě. Časem se mu zdají jejich sousedi Marshall a Tiffany podezřelí. Zjistí, že před deseti lety došlo v městečku k podivné několikanásobné vraždě. Začne proto pátrat více, ovšem jeho partner Aaron mu nevěří.

## Obsazení
| Jeffrey Bowyer-Chapman | Malik             |
| Ari Cohen              | Aaron             |
| Jennifer Laporte       | Kayla             |
| Ty Wood                | Tyler             |
| Lochlyn Munro          | Marshal           |
| Chandra West           | Tiffany           |
| Paul McGaffey          | Mr. Reinhart      |
| Thomas Elms            | Matthew           |
| Megan Tracz            | Jessica           |
| David LeReaney         | Charles Darrylson |
| Jasmine Nagy           | Sammy             |
| Lara Taillon           | Sarah             |
| Michele Wienecke       | Hannah            |
| Colin Minihan          | Derrick           |